# Jean-Luc Sandoz
Jean-Luc Sandoz (1960) è un ingegnere francese naturalizzato svizzero.

## Biografia
Proveniente da una famiglia di agricoltori dell'Haut-Doubs, ha iniziato a conoscere il legno come materiale da costruzione frequentando il laboratorio di un mastro falegname, poi ha frequentato una scuola per ebanisti prima di entrare al liceo Bois di Mouchard nel 1976 dove ha ottenuto la maturità tecnica in costruzione in legno.
Già studente dell'ENSTIB - Scuola Nazionale Superiore delle Tecnologie e dell'Industria del Legno, presso cui si è laureato nel 1983, ha iniziato la sua tesi all'EPFL nel 1985, sul tema degli ultrasuoni e della resistenza meccanica del legno, sotto la supervisione del professor Julius Natterer, che all'epoca era a capo dell'Istituto del legno dell'EPFL. Ha conseguito il dottorato nel 1990 con una tesi dal titolo "Selezione e affidabilità del legno da costruzione: validità del metodo a ultrasuono".

## Carriera

### Insegnamento e ricerca[4]
Jean-Luc Sandoz viene spesso citato a livello mondiale come riferimento sull'utilizzo del legno come materiale da costruzione.
Nominato nel 1993 professore, con Julius Natterer ha rafforzato la ricerca e l'insegnamento nel campo delle strutture in legno. In questo ambito ha redatto il volume 13 del Trattato d'ingegneria civile dell'EPFL, sulle costruzioni in legno, che sarà pubblicato nel 1996 e ristampato poi a più riprese.
Nel 1996 ha organizzato all'EPFL il X Simposio Internazionale sulle tecnologie non distruttive applicate al materiale legno e per la prima volta si registra una forte presenza di scienziati dei paesi dell'ex blocco orientale.
Nel 1998 ha diretto l'organizzazione della quinta edizione della World Conference on Timber Engineering (WCTE), a Montreux con quasi 1'000 partecipanti.
Insieme a Julius Natterer e Roland Schweitzer, Sandoz ha creato il Master post laurea in costruzioni in legno per ingegneri e architetti; avviato nel 1998, portando questa formazione a un livello internazionale.
Nel 1999, Jean-Luc Sandoz ha lasciato il mondo accademico per dedicarsi alla sua attività imprenditoriale, con l'azienda di costruzioni CBS-CBT fondata nel 1998. Continua in ogni caso a condividere la sua visione, le sue conoscenze e le sue esperienze attraverso conferenze e webinar internazionali. Esperto mondiale in perizie sulla qualità e sulle costruzioni in legno, ha sedi operative a Losanna e a Parigi.

## Opere
- Per l'Esposizione Nazionale Svizzera del 2002, ha progettato e realizzato con Batigroup le piattaforme offshore che saranno collocate sui laghi di Neuchâtel e Bienne per accogliere i Padiglioni della mostra temporanea. Realizzata in legno locale, l'intera struttura in legno delle piattaforme verrà smontata e riutilizzata dopo il periodo espositivo.
- Nel 2017 ha collaborato alla costruzione del Centre spatial guyanais, un progetto simbolico realizzato in collaborazione con JAG Architecture, ONF e FCBA per la valorizzazione e la messa in opera del legno indigeno della foresta pluviale amazzonica per la struttura di 4 livelli[21][19].
- Nel 2019, riveste tutto in legno, nei cassoni e nelle facciate, l'edificio Vortex che funge da villaggio olimpico per i Giochi olimpici giovanili invernali di Losanna 2020 prima di assumere la funzione di alloggio per studenti.

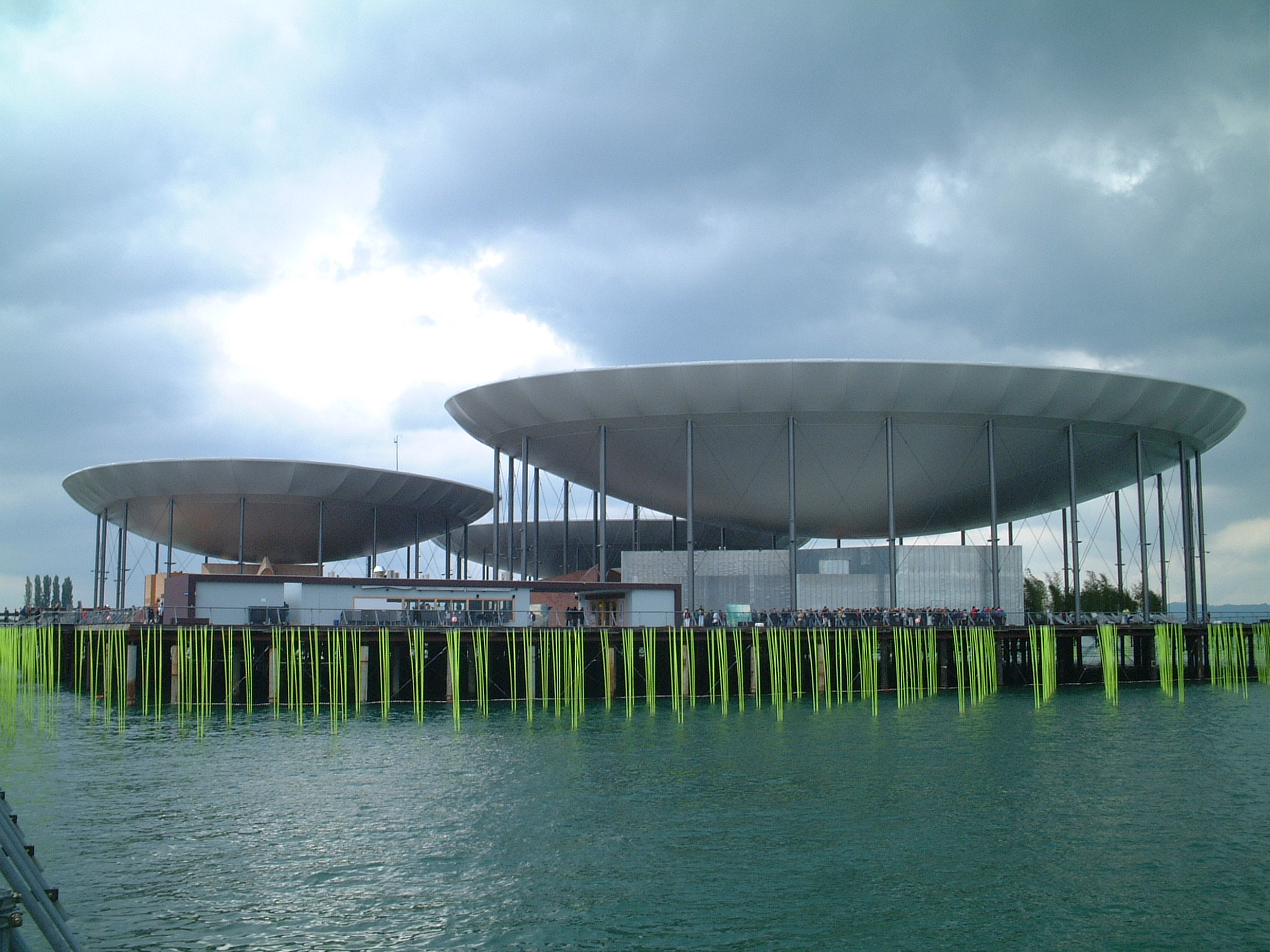
Expo 02 Piattaforma offshore
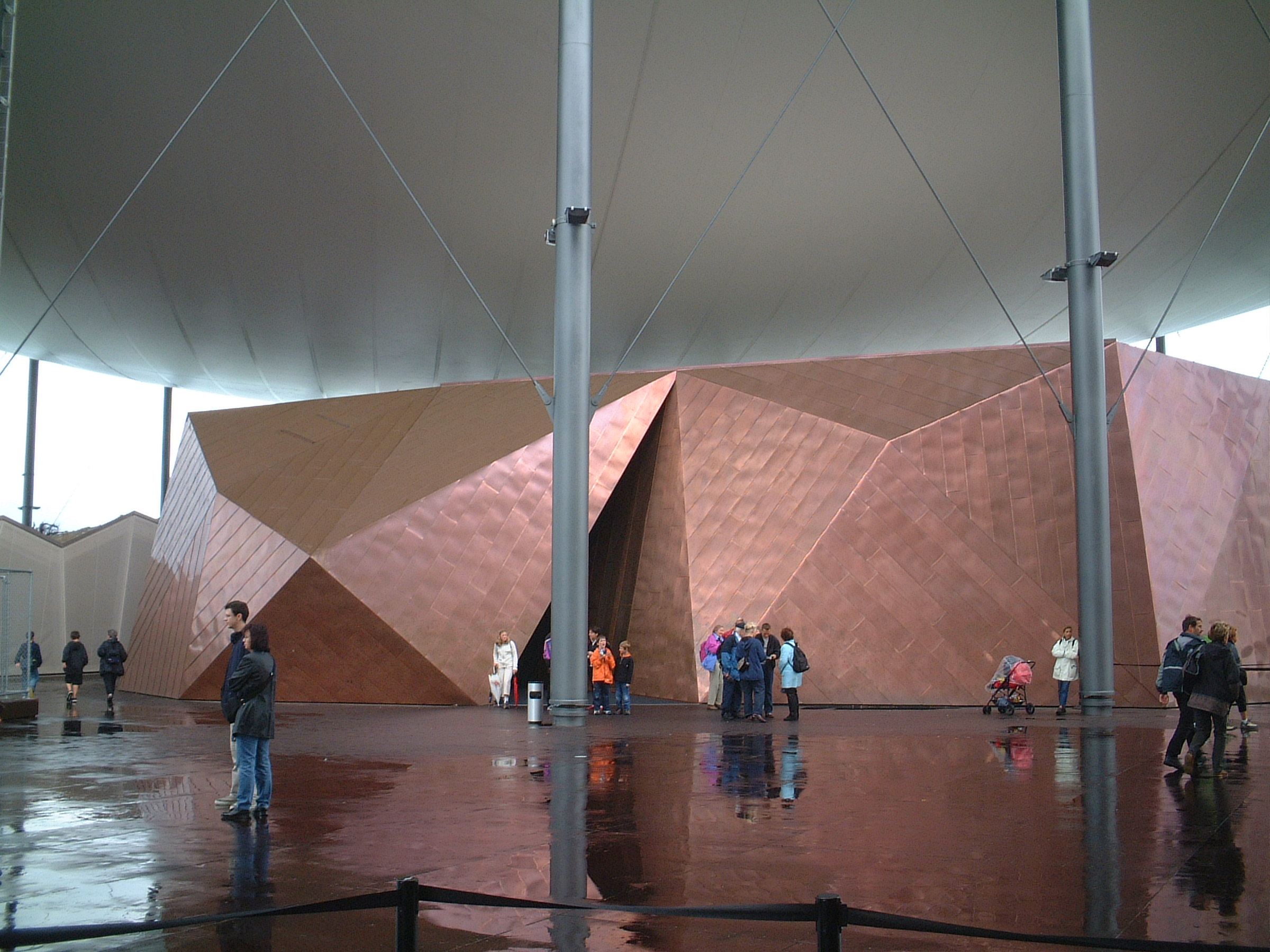
Expo 02 Piattaforma offshore
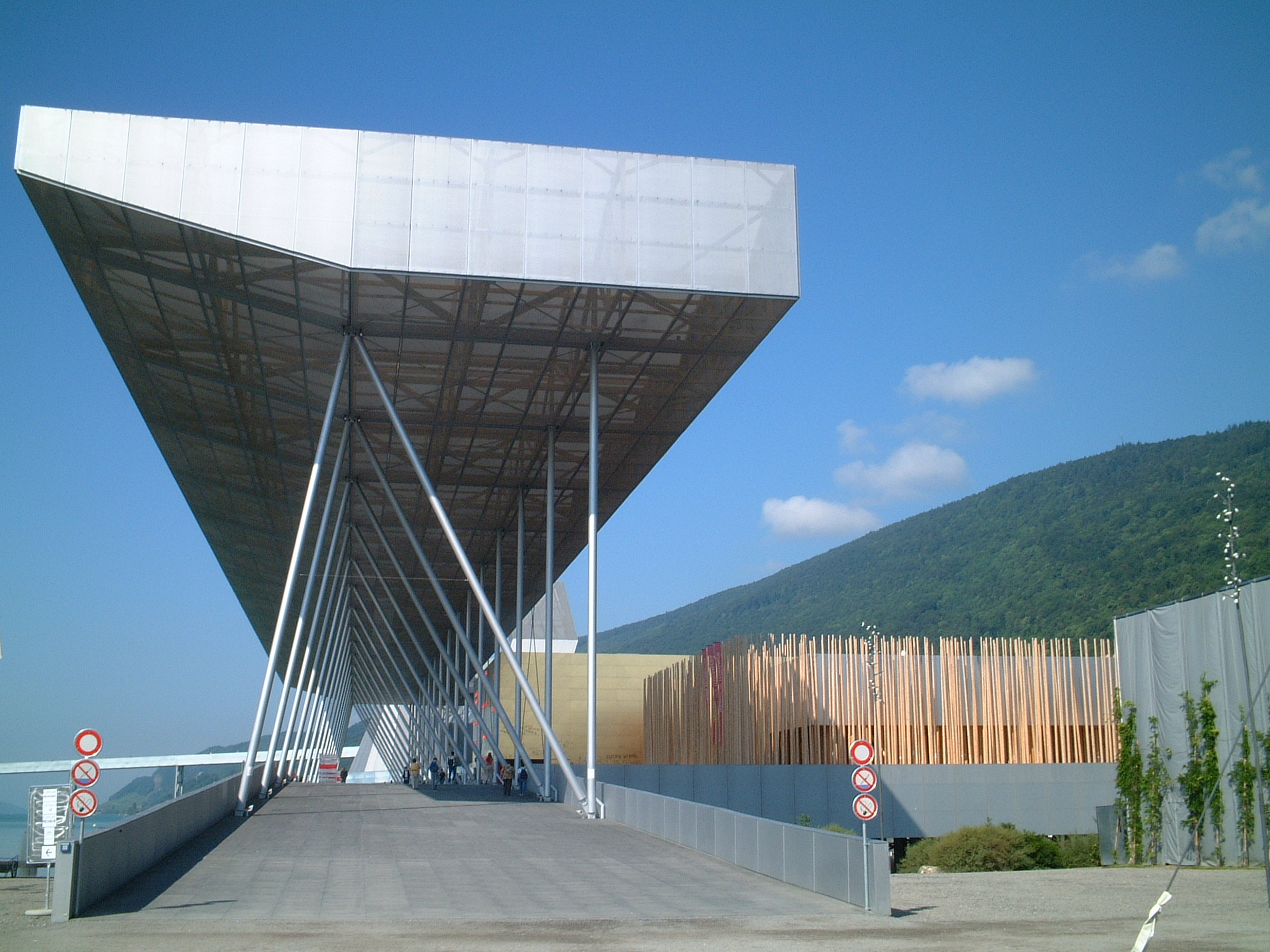
Expo 02 Piattaforma offshore
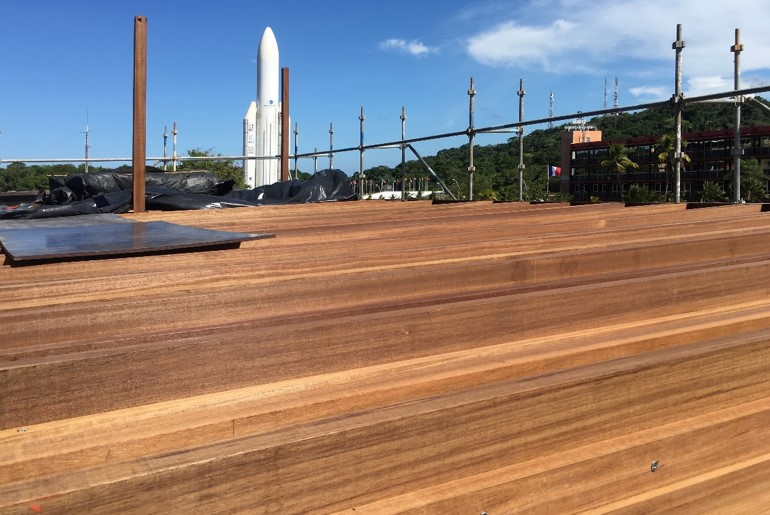
Valorizzazione del legno indigeno - centro tecnico spaziale a Kourou
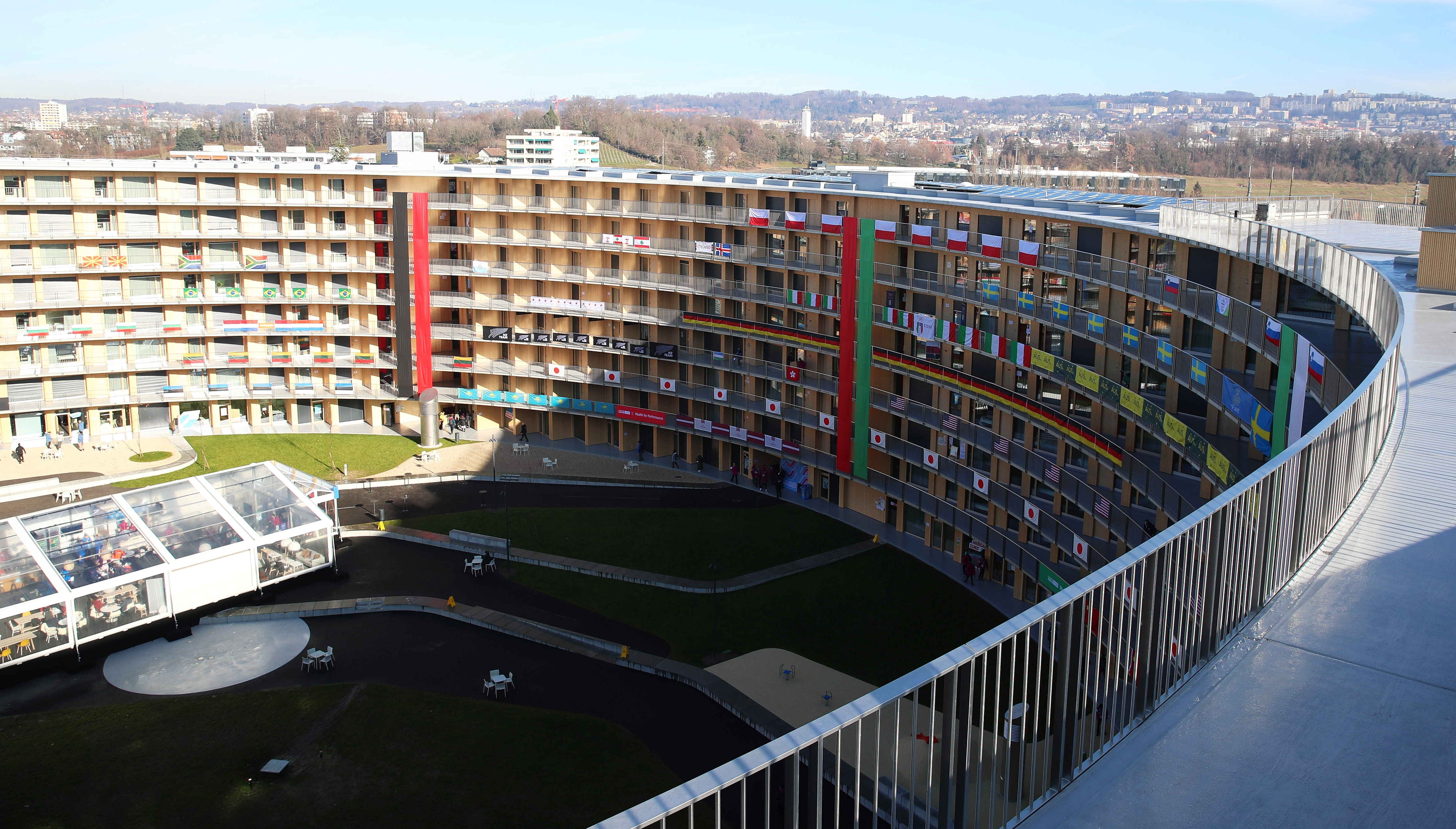
Rivestimento di cassoni e facciata in legno in tutto l'edificio Vortex

### Costruzioni in legno
Jean-Luc Sandoz integra il legno in tutte le tipologie di opere edili. I calcoli effettuati nel suo ufficio di progettazione di strutture in legno e la continua ricerca di innovazione gli consentono di produrre strutture con dei record di ampiezza o di altezza per le campate, ma anche con prestazioni termiche e acustiche performanti e tutto questo ha portato i suoi progetti a ottenere dei premi.

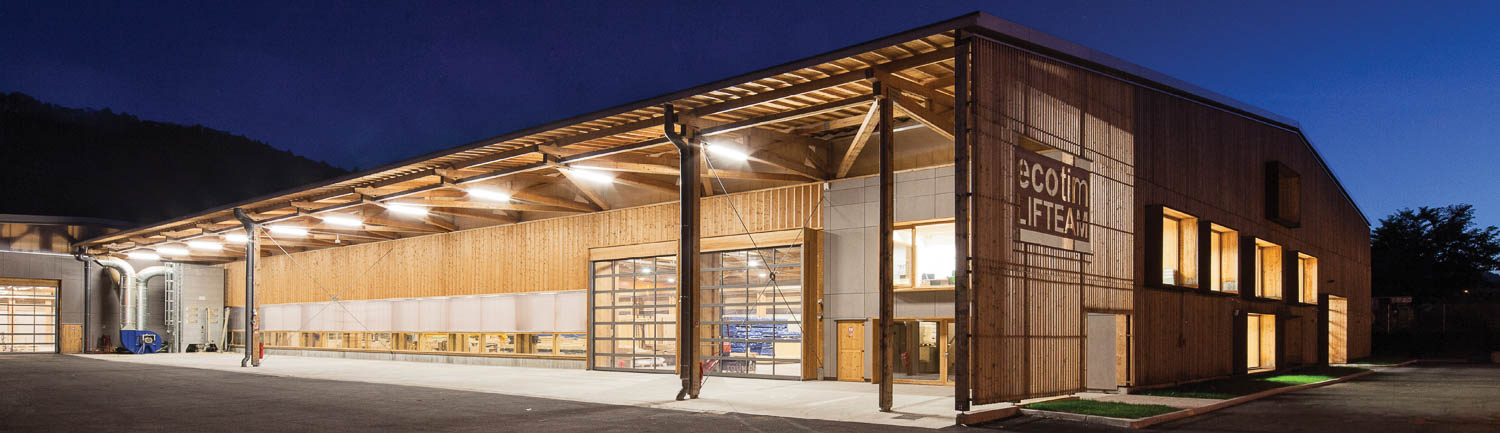
Ecotim II - Capannone industriale, 2011 - Progetto Arch. Amiot Lombard
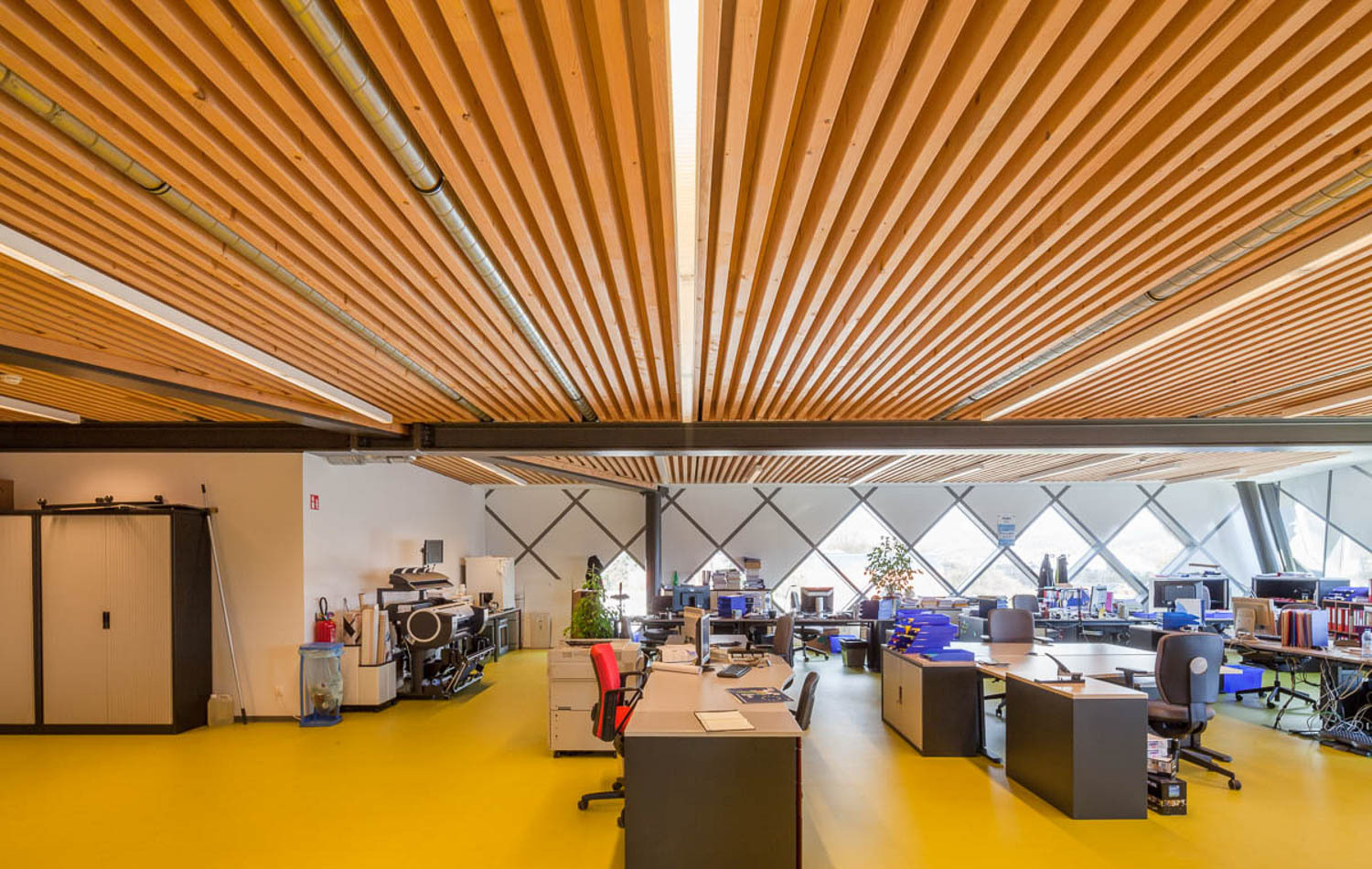
Municipio di Herstal, pavimento a vista misto legno-cemento, 2017 - Progetto Arch. Frédéric Haesevoets
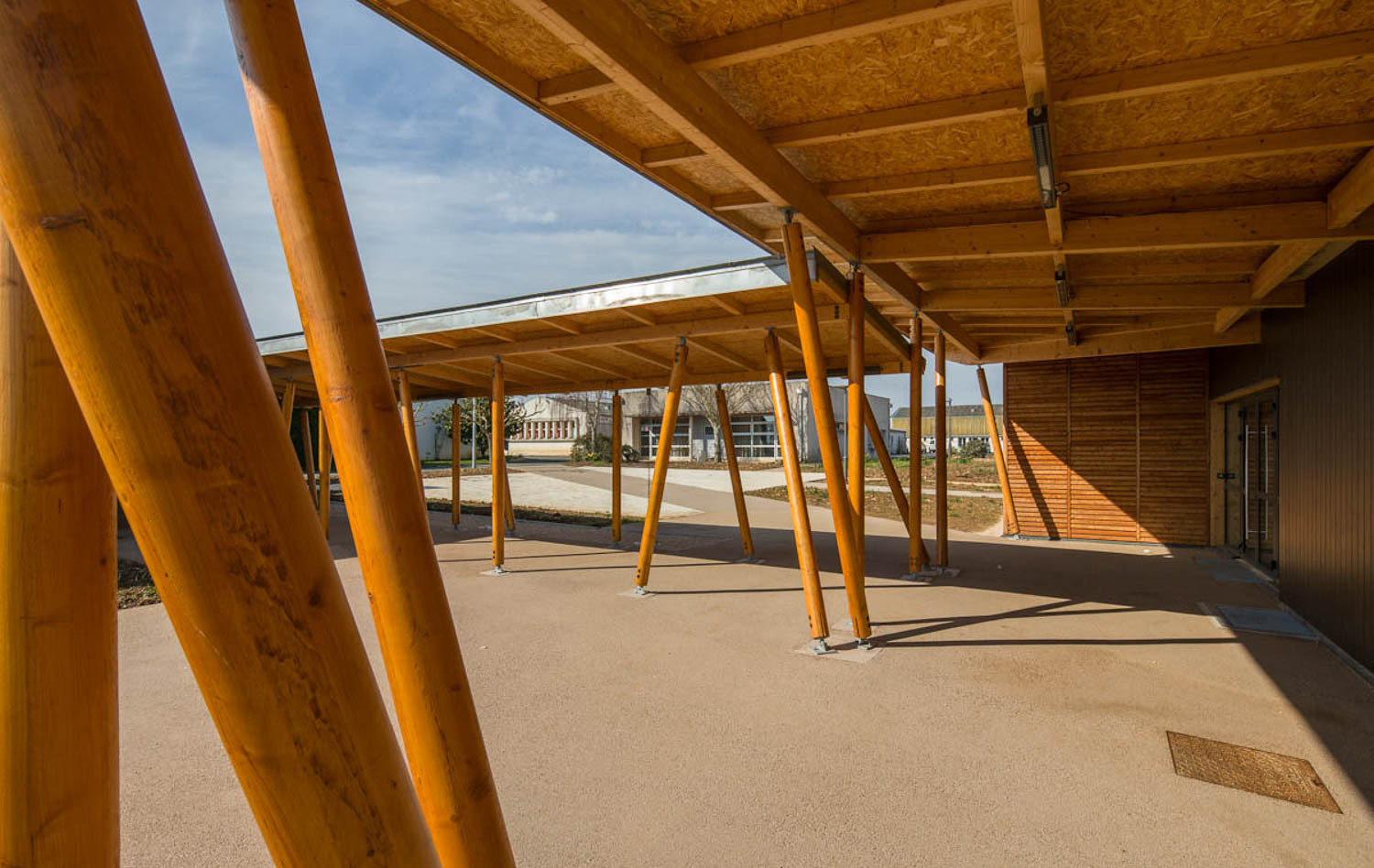
Liceo Luçon in Vendée, 2013 - Progetto Arch. Frédéric Fonteneau
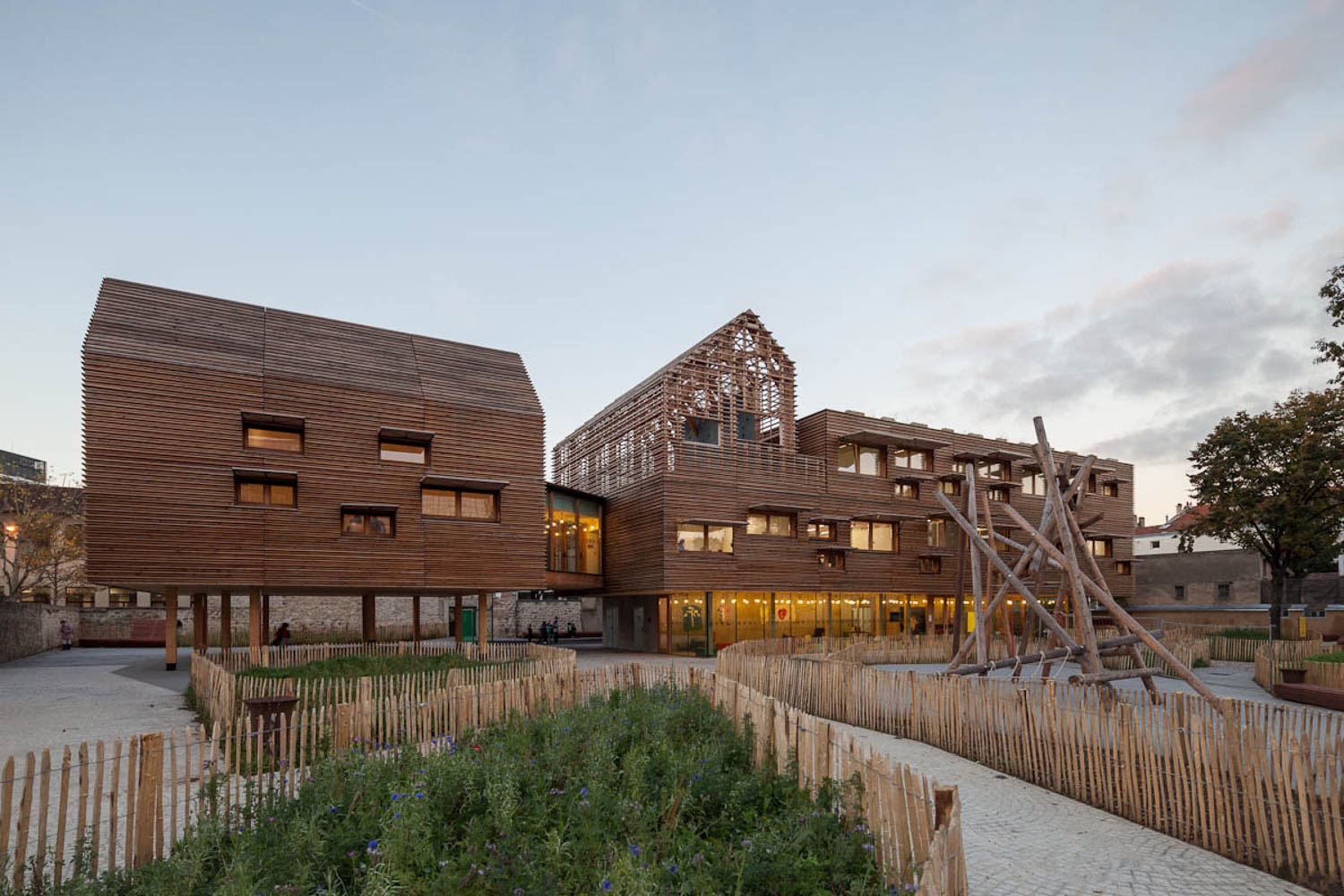
Scuola d'infanzia a Courbevoie, 2013 - Progetto K-Architecture
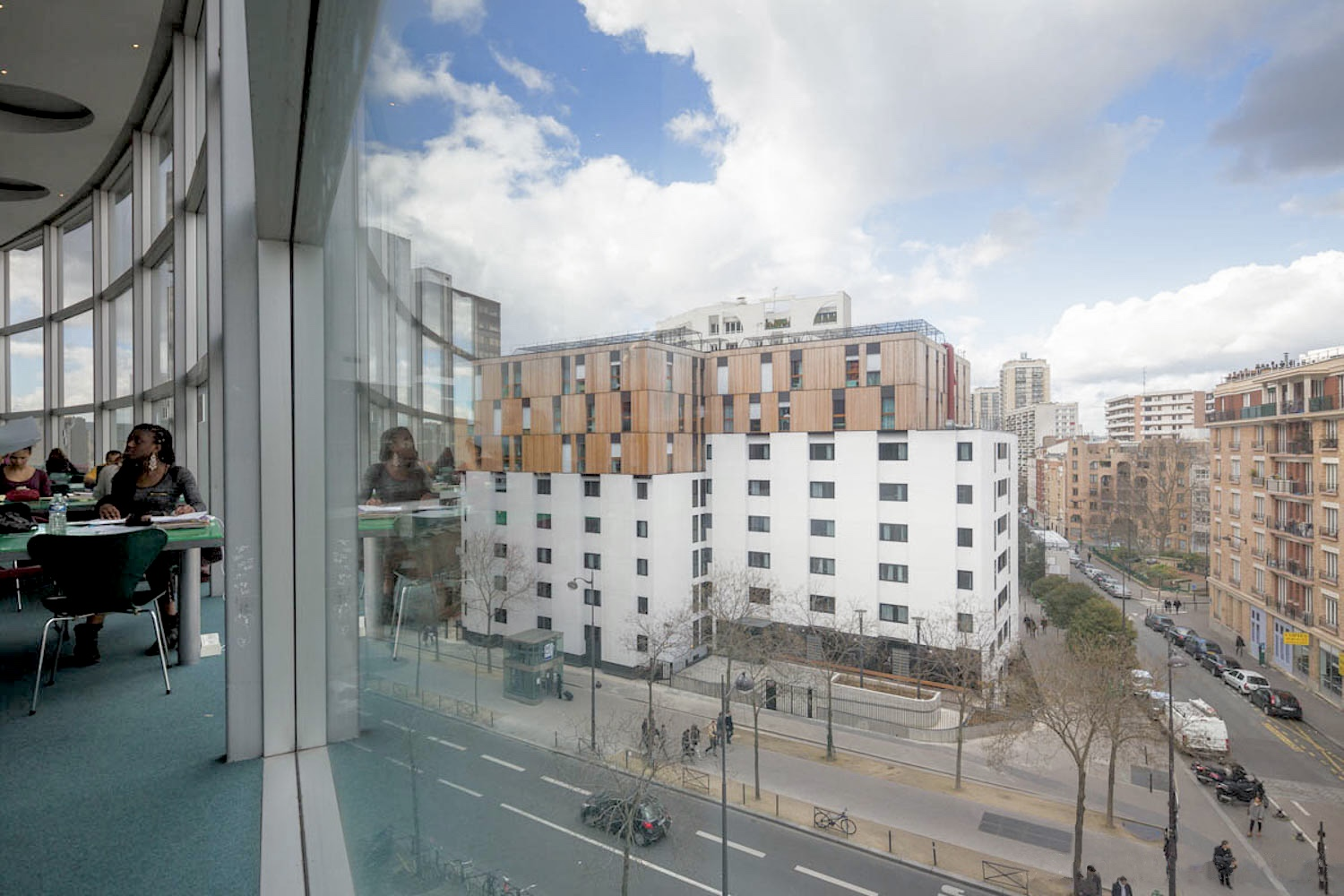
Sopraelevazione in legno Paris-Tolbiac, 2013 - Progetto Atelier Marie Schweitzer
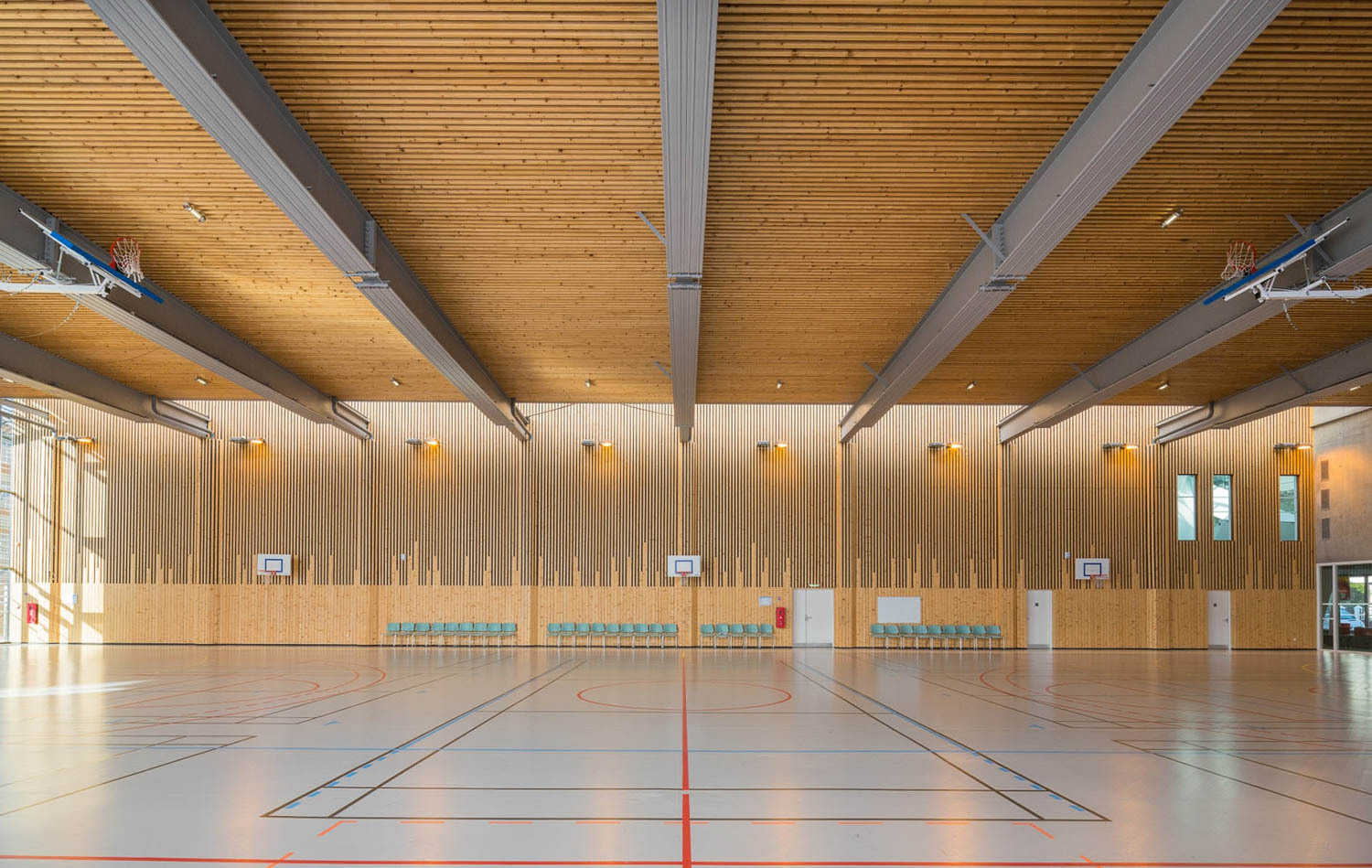
Palestra in legno, Villeneuve-la-Garenne, 2011 - Progetto Arch. Tessier Poncelet
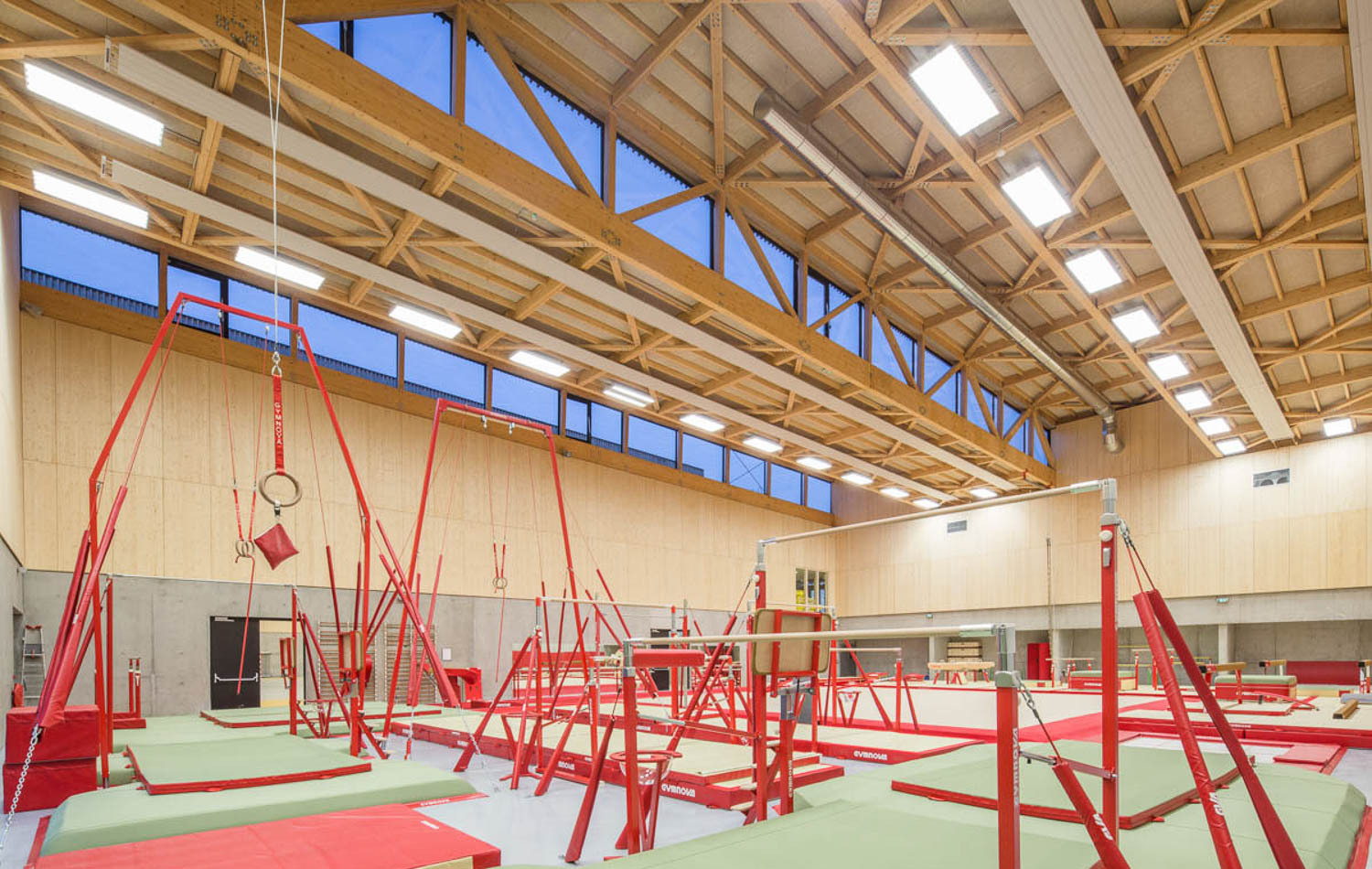
Palestra in legno Hacine-Chérifi, premio World Architecture News 2015[32] - Progetto Tectonique Architecture
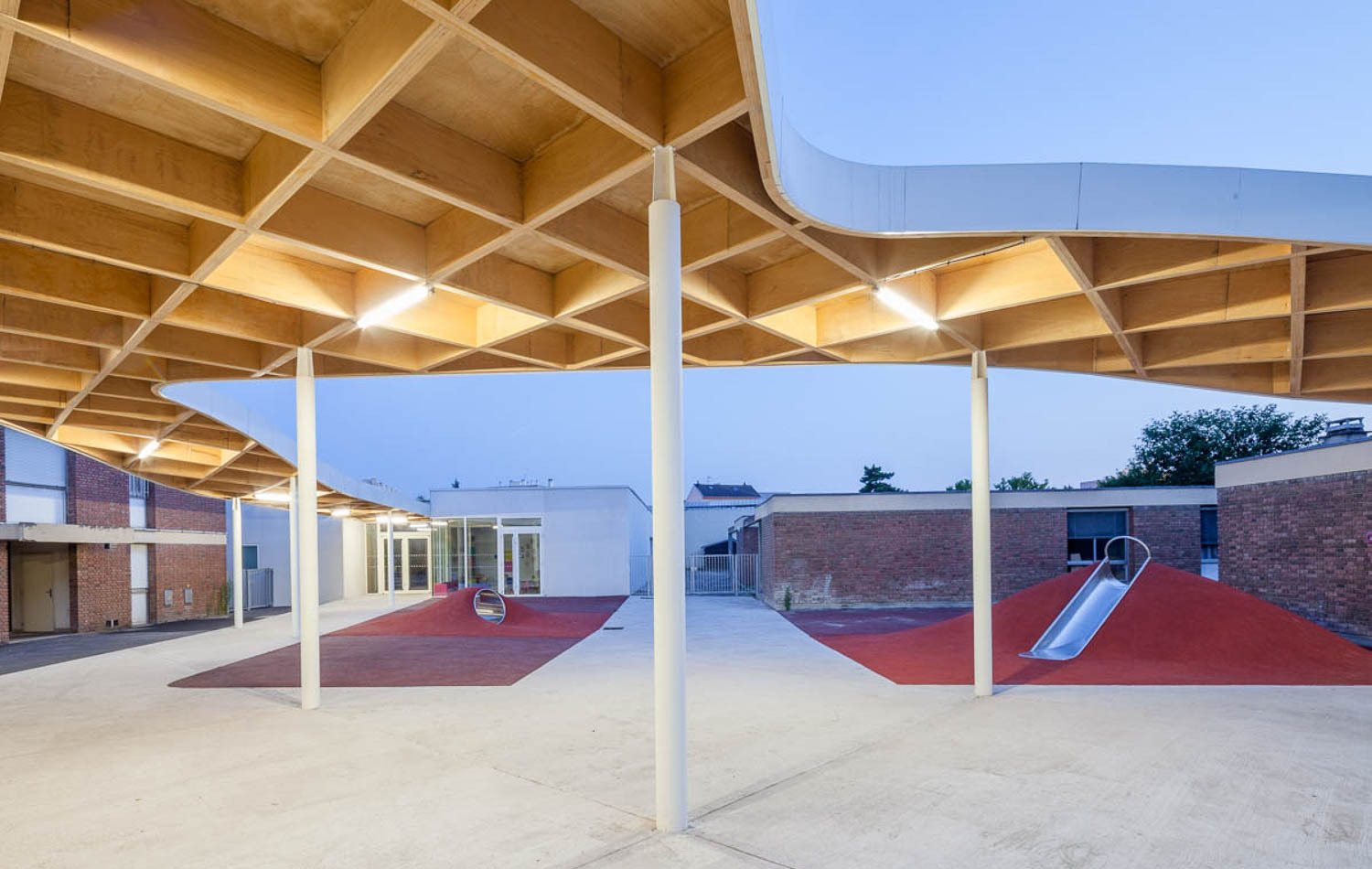
Charlie Chaplin School, primo uso del legno di faggio in edilizia, 2014 - Progetto SAM Architecture
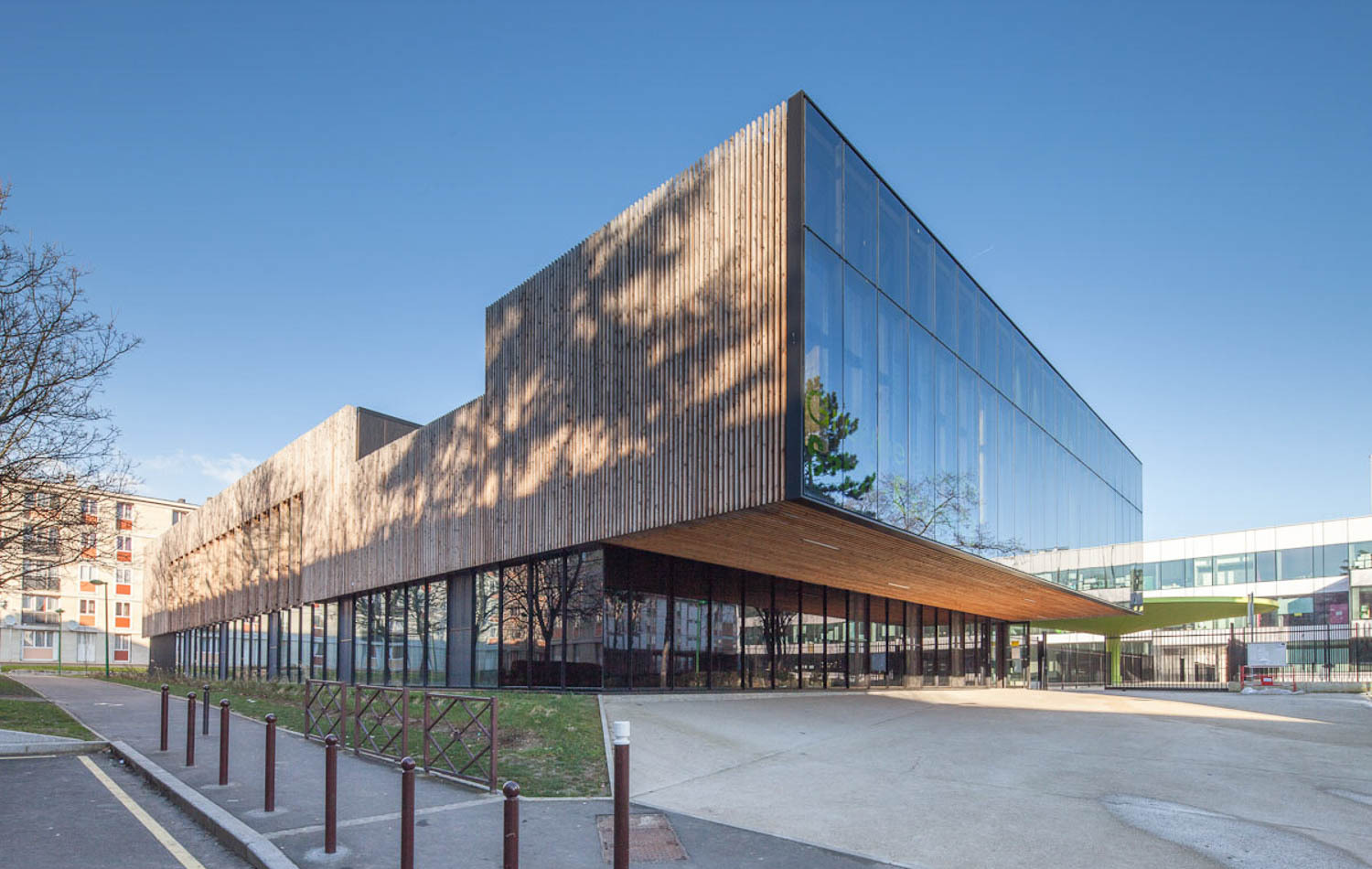
Gruppo scolastico Saint-Exupéry, Sarcelles, 2011 - Progetto Gaëtan Le Penhuel Architetti
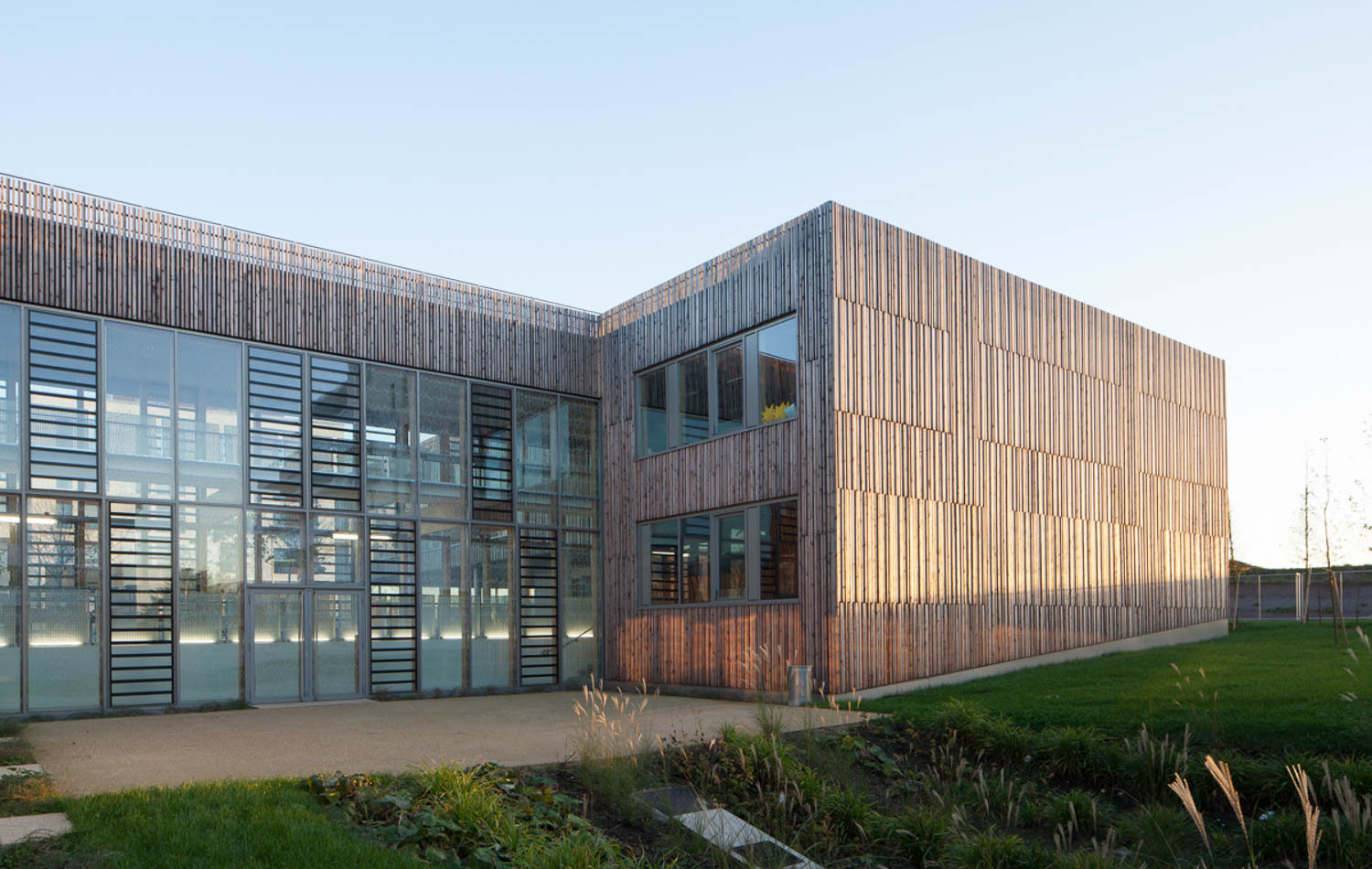
Gruppo scolastico, Brétigny-sur-Orge, 2013 - Progetto TOA Architetti
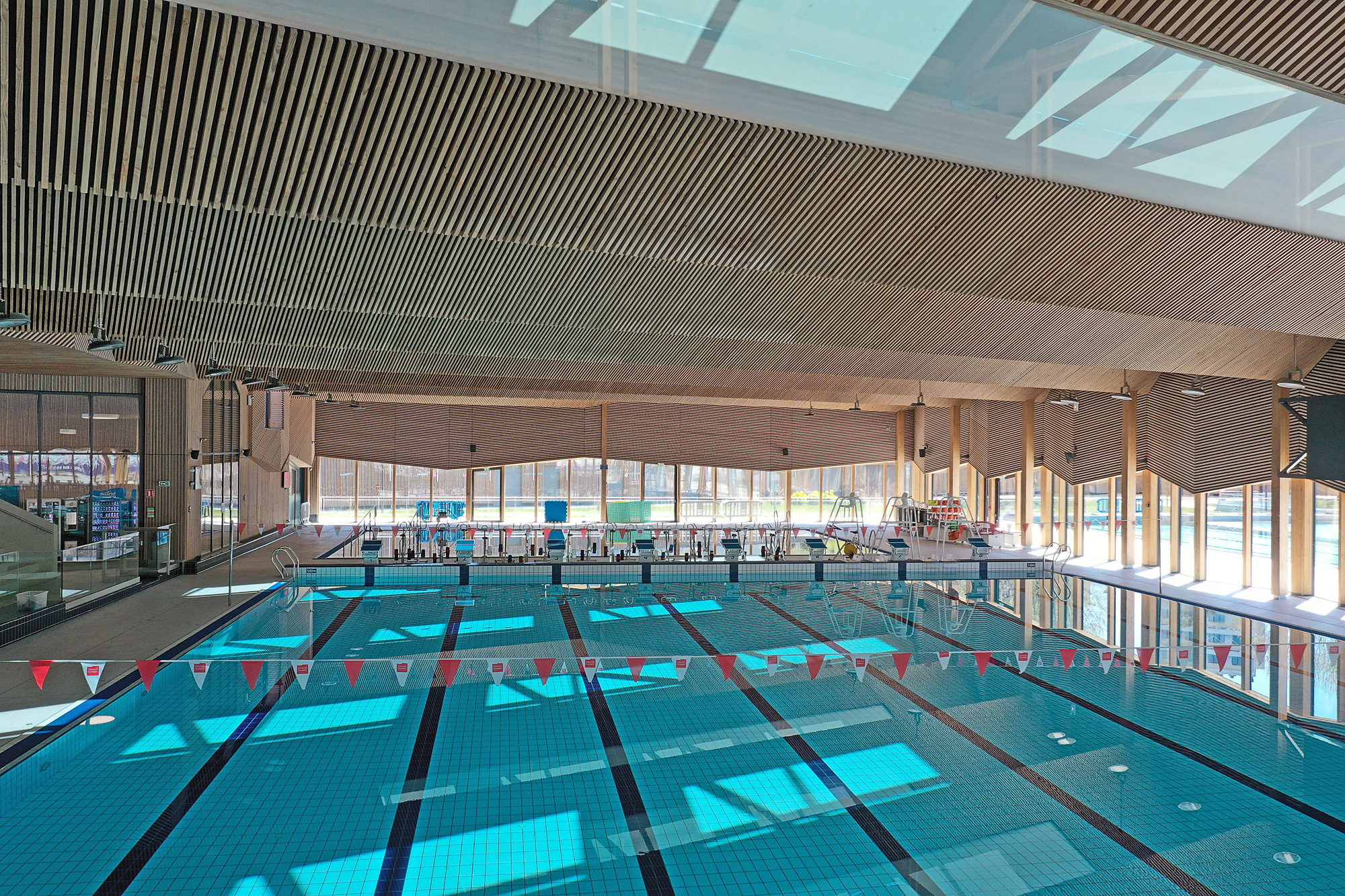
Piscina acqualudica Grand Chambéry, 2020 - Progetto ALN Atelien Architecture
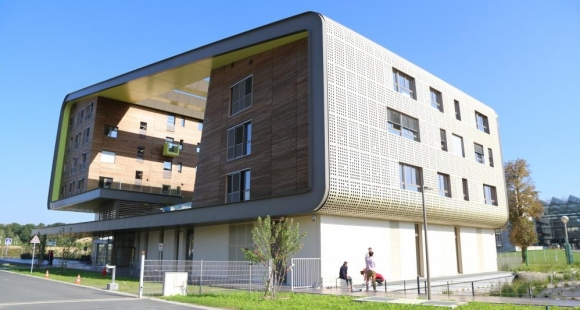
Costruzione passiva

## Pubblicazioni
- Costruzione in legno, materiale, tecnologia e dimensionamento, Volume 13 del Trattato di raccolta di ingegneria civile della Scuola Politecnica Federale di Losanna[14].

## Premi
- Medaglia dell'Accademia di architettura nella categoria Dirigenti Tecniche d'Impresa nel 2016[33].
- Vincitore del concorso La Canopée nella categoria Impresa a Nancy il 4 marzo 2020[34].

## Filosofia responsabile nei confronti della biosfera

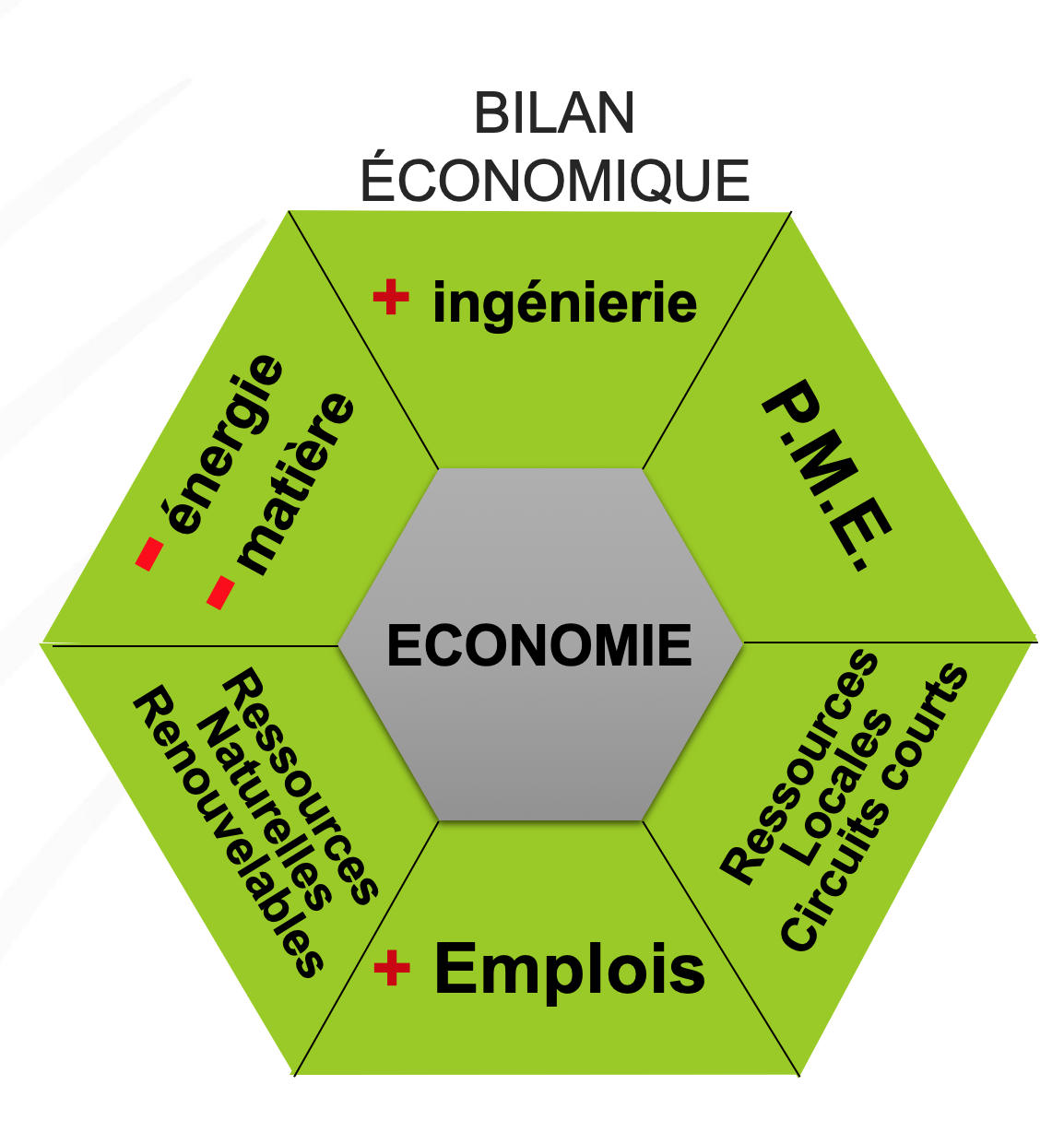
Più ingegneria, meno materiale, più posti di lavoro, meno energia sprecata

In questo slogan risiede tutta la filosofia cha ha applicato fin dall'inizio nella sua carriera per un vero sviluppo sostenibile: "più ingegneria, meno materiale". Ottimizzare la materia, il più possibile di provenienza locale, dal punto di vista economico ed ecologico, nasce dalla forte consapevolezza della finitudine delle risorse sul sistema Terra.
Jean-Luc Sandoz spesso viene citato come esempio da seguire dagli esperti scientifici dell'Unione Internazionale per la Conservazione della Natura, una ONG con sede in Svizzera, quando propone sistemi costruttivi in legno, per lo più di provenienza locale, senza colla, ben dimensionato, ossia ottimizzato in funzione delle specifiche tecniche e funzionali degli edifici, con l'obiettivo di risparmiare materiale per non sprecarlo, anche se è un materiale biodegradabile e rinnovabile.
Ripete spesso nelle sue conferenze che "il legno è certamente un materiale rinnovabile, ma non va sprecato o impregnato di prodotti tossici". Aggiunge inoltre che "il valore aggiunto, fornito lungo tutta la catena del valore della filiera del legno, da monte a valle, permette di garantire posti di lavoro e contributi sociali sul posto".